# Rock It
Rock It é um álbum lançado em 1979 por Chuck Berry pela Atco Records. É o seu único lançamento por essa gravadora. Foi o último lançado antes de um hiato de 38 anos, sendo sucedido por Chuck, o último álbum de Berry, liberado postumamente em 2017.

## Faixas
Todas as músicas escritas por Chuck Berry.
1. "Move It"
2. "Oh What A Thrill"
3. "I Need You Baby"
4. "If I Were"
5. "House Lights"
6. "I Never Thought"
7. "Havana Moon"
8. "Wuden't Me"
9. "California"
10. "Pass Away"